# Fondul de Compensare a Investitorilor
Fondul de Compensare a Investitorilor (FCI) este un fond din România care a fost înființat în iunie 2005, având ca scop colectarea contribuțiilor membrilor și compensarea investitorilor, în situația incapacității membrilor Fondului de a returna fondurile bănești și/sau instrumentele financiare datorate sau aparținând investitorilor, care au fost deținute în numele acestora, cu ocazia prestării de servicii de investiții financiare sau de administrare a portofoliilor  individuale de investiții.
Compensarea investitorilor se face în limita plafoanelor stabilite în conformitate cu reglementările CNVM.
De la înființare  și până în prezent Fondul nu a înregistrat nici un eveniment de natură să genereze plata de compensații.
La înființare, Fondul a avut un număr de 73 de acționari fondatori dintre care: 60 de societăți de servicii de investiții financiare, 10 societăți de administrare a investițiilor, un intermediar instituție de credit, precum  și Bursa de Valori București  și Bursa Electronică RASDAQ.